# 仙台城南高等学校
仙台城南高等学校（せんだいじょうなんこうとうがっこう）は、宮城県仙台市太白区八木山松波町にある私立高等学校。通称は「城南」（じょうなん）、「仙台城南」（せんだいじょうなん）。

## 概要

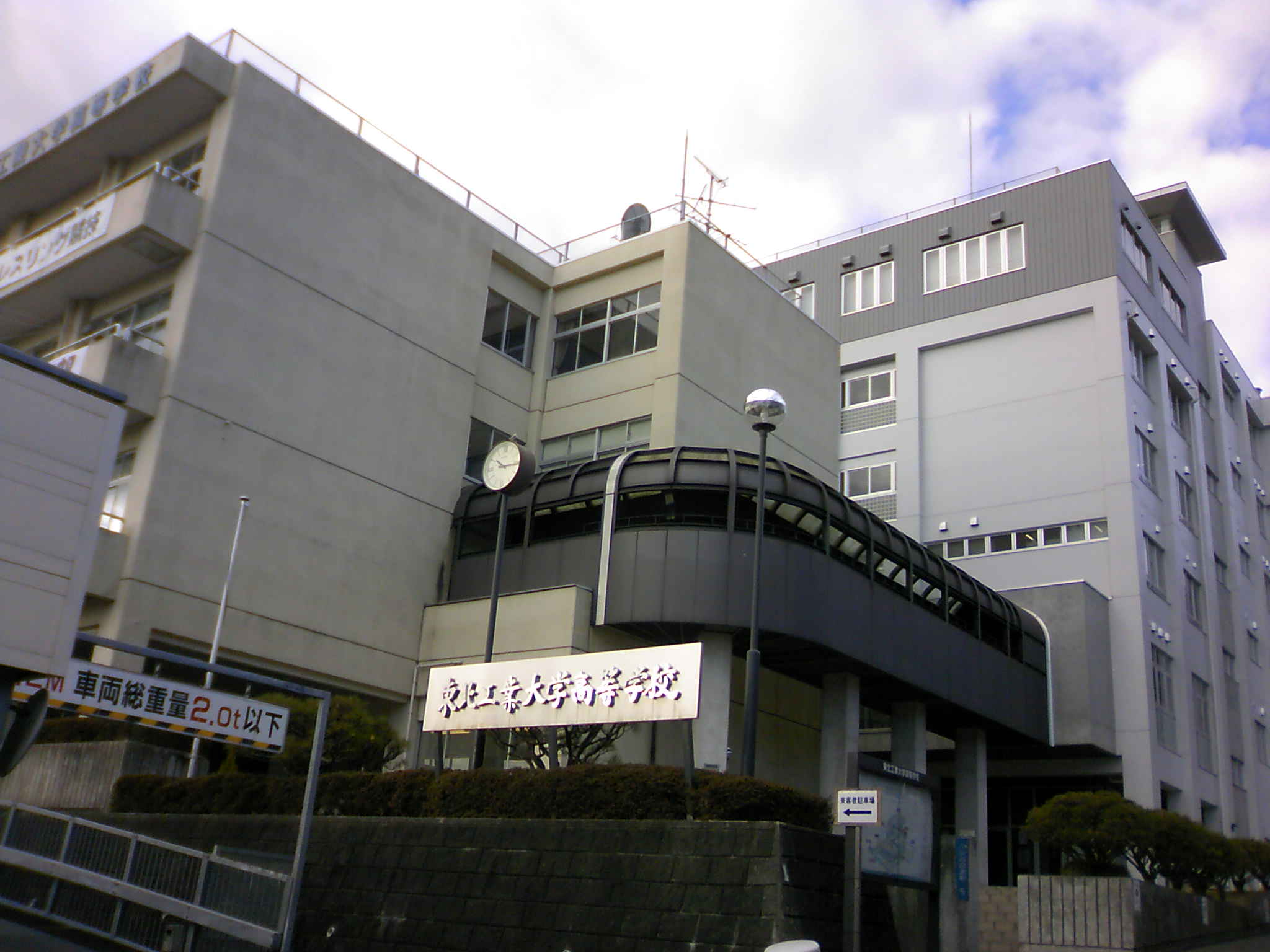
校名変更前

東北工業大学と同一法人の系列校である。1964年開学の同大学に先駆けて1961年に男子の工業高校として開校。現在では共学化し、工業科（科学技術科）のほか、普通科も設置している。
準絶滅危惧種であるトウホクサンショウウオの野生および繁殖が敷地内で確認されている。

### 校訓
- 規律：規律を守り秩序を尊ぶこと。
- 清廉：心が清く行いの正しいこと。
- 節度：区切り正しくかたよらず万事にほどよいこと。

### 教育指針
- 徳育：人間としての望ましい生き方を自覚させ民主的な人間関係を育てるとともに、よりよき社会を作り人間の福祉に貢献する人材の養成に努力する。
- 智育：高度の一般教養と無限に進展しつつある科学技術の学習に努力する。
- 体育：穏健にして堅忍不抜の精神を堅持させるため全生徒の体育向上の育成に努力する。

## 沿革

### 東北電子工業高等学校
- 1960年10月19日 - 学校法人東北電子学院設立発起人会開催。当時の先端産業であった電子工業技術者の養成のためと、すでに開校していた無線通信士の養成を目的とする宮城県公認の各種学校であった東北電波学校を高等学校へ昇格させるための学校法人設立であった。
- 1960年12月15日 - 学校法人東北電子学院設置認可。
- 1961年４月１日 - 東北電子工業高等学校を開校。
- 1961年４月10日 - 東北大学片平キャンパス中央講堂で第１回入学式を挙行。本科甲類(電子工学科)345名、本科乙類(無線通信科)56名、別科(ラジオテレビ科、修業年限1年)117名のほか依託生51名(旧東北電波学校生徒の受け入れ。1961年度限り)、総計469名が入学。東二番丁通りの仙台地方貯金局庁舎（現 仙台中央郵便局）とその元庁舎を仮校舎にして授業を行う。二学期から現在地での授業を始める。
- 1964年４月１日 - 電子工学科を電子科に改称。無線通信科を募集停止とする。

### 東北工業大学電子工業高等学校
- 1965年４月１日 - 法人名を学校法人東北工業大学に改称（前年に東北工業大学を開学）。学校名を東北工業大学電子工業高等学校に改称。
- 1966年４月１日 - 普通科を設置。普通科、電子科の２学科とする。
- 1978年10月23日 - 電子科に通産省から電気工事士養成課程の設置許可が下りる。

### 東北工業大学高等学校
- 1994年４月１日 - 学校名を東北工業大学高等学校に改称。普通科を４コース（英数／文系／理系／教養）、電子科を４コース（制御技術／情報技術／電子技術／理数工学）とする。
- 1999年４月１日 - 普通科を男女共学とする。
- 2004年４月１日 - 電子科を男女共学とする。
- 2005年４月１日 - 普通科の英数コースを特別進学コースとして新設。普通科を特別進学、進学（文系／理系／教養）の２コースとする。
- 2006年４月１日 - 電子科の電気工事士養成課程を電気工事士コースとして新設。電子科を情報・電子コース（制御技術系／情報技術系／電子技術系）と電気工事士コースの２コースとする。
- 2008年 - 電子科情報・電子コース電子技術系が総務省から陸上特殊無線技士３級の認定校として指定を受ける。
- 2009年４月１日 - 普通科を特別進学、進学（文系／理系／工大進学）の２コースとする。電子科を情報・電子、工大進学、電気工事士の３コースとする。

### 仙台城南高等学校
- 2013年４月１日 - 学校名を仙台城南高等学校に改称。特進科（文系／理系）、探究科（文系／理系）、科学技術科（メカトロニクコース／情報通信コース／情報デザインコース／電力技術コース）の３学科を設置する。
- 2020年４月１日 - 2020年度入学生から特進科をスーパーコース、アクティブコースの２コースとする。
- 2022年４月１日 - 2022年度入学生から普通科（特別進学スーパーコース／特別進学アクティブコース／総合進学コース）、科学技術科（電子機械コース／情報通信コース／デザインコース／電気エネルギーコース）の２学科を設置する。
- 2024年４月１日 - 2024年度入学生から普通科（特別進学コース／総合進学コース）、科学技術科（電子機械コース／情報通信コース／デザインコース／電気エネルギーコース）の２学科を設置する。

## アクセス
- 仙台市営バスおよび宮城交通 八木山神社前バス停 より 徒歩5分
- 仙台市地下鉄東西線八木山動物公園駅 より 徒歩25分

## 象徴

### 校章
原子の電子軌道をかたどる。1961年1月制定。1994年4月一部改訂。

### 校歌
- 作詞：真壁仁
- 作曲：金子登

### シンボルマーク
「J.（じぇいどっと）」。2013年10月制定。

### マスコットキャラクター
猫を擬人化したマスコットキャラクター「Ｊにゃん（じょうにゃん）」 と、そのテーマ曲「ココカラミライへ」がある。

## 学科
<2024年4月入学生以降>
- 全日制
  - 普通科
    - 特別進学コース（旧：特進科）
      - 文系
      - 理系

    - 総合進学コース（旧：探究科）
      - サイエンス系
      - 生活デザイン系
      - 健康・福祉系
      - 教育・地域系

  - 科学技術科
    - 電子機械コース（旧：メカトロニクスコース）
    - 情報通信コース
    - デザインコース（旧：情報デザインコース）
    - 電気エネルギーコース（旧：電力技術コース）

<2022年4月入学生まで>
- 全日制
  - 普通科
    - 特別進学スーパーコース（旧：特進科スーパーコース）
      - 文系
      - 理系

    - 特別進学アクティブコース（旧：特進科アクティブコース）
      - 文系
      - 理系

    - 総合進学コース（旧：探究科）
      - サイエンス系
      - 生活デザイン系
      - 健康・福祉系
      - 教育・地域系

  - 科学技術科
    - 電子機械コース（旧：メカトロニクスコース）
    - 情報通信コース
    - デザインコース（旧：情報デザインコース）
    - 電気エネルギーコース（旧：電力技術コース）

## クラブ活動等
| 体育部 - 陸上部 - 男子バレーボール部 - 女子バレーボール部 - 男子バスケットボール部 - 女子バスケットボール部 - ソフトテニス部 - サッカー部 - 卓球部 - ハンドボール部 - バドミントン部 - 剣道部 - フェンシング部 - レスリング部 - 硬式野球部 - 山岳部 - 空手道部 | 文化部 - 吹奏楽部 - 美術デザイン部(旧 美術・イラスト部) - 映像写真部(旧 放送部) - 将棋部 - 自然科学部 - からくりロボット研究部(旧 電気愛好会) - 自動車研究部 - ダンス部 - 軽音楽部 - 茶道部 - 料理部 - eスポーツ部(旧 コンピュータ部) |

## 高校関係者
- 宮城音五郎（初代校長）

## 著名な卒業生
- 土井亨（元衆議院議員）
- 菊地毅（プロレスラー）
- 菊池拓哉（ミュージシャン）MONKEY MAJIKドラマー
- 石森太二（プロレスラー）
- YOH（プロレスラー）
- 淡路卓（フェンシング指導者）
- 黒羽麻璃央（俳優）
- とまん（俳優・モデル・タレント・アーティスト）
- 工藤詠世（ミュージシャン）

## 系列大学
- 東北工業大学